# Talparia
Talparia Troschel, 1863 è un genere di molluschi gasteropodi appartenente alla famiglia delle Cipreidi.

## Tassonomia
Il genere comprende due specie:
- Talparia exusta (Gray, 1832)
- Talparia talpa (Linnaeus, 1758)